# Oldenlandia monanthos
Oldenlandia monanthos là một loài thực vật có hoa trong họ Thiến thảo. Loài này được (Hochst. ex A.Rich.) Hiern mô tả khoa học đầu tiên năm 1877.